# Банжаки, Даниэл
Даниэл Арманду Фонсека да Силва Банжаки (порт. Daniel Armando Fonseca da Silva Banjaqui; родился 24 марта 2008 года в Лиссабоне, Португалия) — португальский футболист, защитник юношеской команды клуба «Бенфика».

## Клубная карьера
Даниэл начинал карьеру в академии клуба «Реал Келуш», откуда позднее он перебрался в систему именитой «Бенфики». В 2024 году защитник подписал с этим клубом свой первый профессиональный контракт.

## Карьера в сборной
С 2023 года Даниэл представляет за Португалию на юношеском уровне. В 2025 году в составе сборной Португалии до 17 лет защитник участвовал на юношеском чемпионате Европы в Албании. Он начал турнир с выхода на замену в матче открытия со сборной Албании (до 17 лет), а все остальные 4 встречи был основным правым защитником. В поединке с немцами Даниэл отметился голом. По итогам турнира защитник и его национальная сборная стали чемпионами Европы среди юношей. Всего он провёл 18 матчей за юношеские португальские сборные, забив 2 мяча.

## Достижения
Сборная Португалии (до 17 лет)
- Чемпион Европы (до 17 лет) (1): 2025

## Личная жизнь
Старший брат Даниэла, Зидан (род. 1998) — тоже футболист, член национальной сборной Гвинеи-Бисау. Двоюродный брат Ривалду играет в футбол в низших португальских дивизионах.